# سكايلر ميلن
سكايلر ميلن (بالإنجليزية: Skyler Milne)‏ هو لاعب كرة قدم أمريكي في مركز الهجوم، ولد في 27 سبتمبر 1993 في لوغان في الولايات المتحدة. لعب مع GPS Portland Phoenix ‏.